# Trazo (parroquia)
Trazo (llamada oficialmente Santa María de Trazo) es una parroquia española del municipio de Trazo, en la provincia de La Coruña, Galicia.

## Entidades de población
Entidades de población que forman parte de la parroquia:
- A Baixa (A Baixa de Trazo)
- As Uces
- O Barral
- O Carpio
- O Rial
- Os Campos
- Quintáns
- Rego de Gatos
- Vilariño

## Suprimido
- Alta de Trazo (A Alta)

## Demografía
| Gráfica de evolución demográfica de Trazo entre 2000 y 2019 |
|                                                             |
| Datos según el nomenclátor publicado por el INE.            |